# Destinos vencen finezas

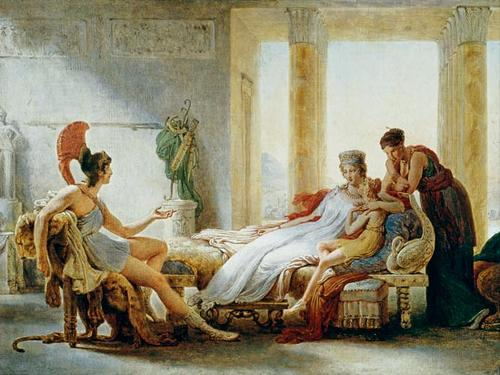
Eneas contándole a Dido las desgracias de Troya. Pierre-Narcisse Guérin(1815).París, Louvre.

Destinos vencen finezas, comedia-zarzuela escrita por Lorenzo de las Llamosas (1665-1705?) y con música compuesta por Juan de Navas (1647-1709), cuyo argumento trata la historia de Dido y Eneas. Estrenada el 6 de noviembre de 1698 para la celebración del cumpleaños del rey Carlos II en el Real Salón de Palacio, por orden del ilustre señor marqués de Laconi, su mayordomo más antiguo. La estructura de la obra consta de 3 jornadas con tres mutaciones distintas. Destinos vencen finezas se considera la primera obra de la imprenta musical española en torno a la corte de Mariana de Neoburgo. Se conservan dos ejemplares de la edición musical de 1699.

## Contexto
En la corte de Carlos II (1661-1700) fueron muy importantes las representaciones de comedias teatrales, realizadas para las celebraciones de sus cumpleaños. En este ámbito desarrollaban su actividad creativa importantes literatos y músicos de la época, principalmente trabajaban el compositor Sebastián Durón y el dramaturgo Francisco Bances Candamo. Destinos vencen finezas se encarga a Juan de Navas y Lorenzo de las Llamosas de forma inusual, ya que los dos anteriores se encontraban fuera de la corte madrileña en esas fechas. 
La creación de esta obra, impulsada por Mariana de Neoburgo (1677-1740) y por el Marqués de Laconi, como se refleja en las dedicatorias que aparecen tanto en la edición suelta de 1698 como en la impresión de 1699, donde se muestra la implicación como patrocinadora que tenía la reina, tratada como “Soberana profesora” según los tres músicos que escribieron dicha dedicatoria (el organista José de Torres, el tiple de la catedral Pedro Paris y Royo y Miguel Martín García, compositores de música dramática vinculados a las fiestas cortesanas). Por otra parte, la influencia de Mariana de Neoburgo también se vio reflejada en la instrumentación de la propia obra, debido al uso de instrumentos como el oboe, el cual popularizó debido a su gusto por dicho instrumento. 
Uno de los aspectos más destacados que rodean esta obra es la importancia que tiene para el estudio del origen de la Imprenta de Música en España, ya que con su aparición impulsará la valoración musical del teatro de corte hispano.

## Autores

### Juan Gómez de Navas
Juan Gómez de Navas, (Zaragoza 1647-Madrid ca.1709): Compositor y arpista. Comienza a trabajar en la corte como arpista de la Real Capilla en sustitución de Juan de Hidalgo en 1669 y un año más tarde ocupó la primera plaza hasta su muerte. El modelo de Hidalgo influyó en la música escénica de Navas, estilo que favoreció su entrada en la Corte. Entre su repertorio se encuentran obras profanas y religiosas, pero sobre todo destaca su producción escénica. Algunas de sus obras más importantes son: Venir el amor al mundo con texto de Fernández de León (1687), Duelos de ingenio y fortuna con texto de Bances Candamo (1687), Amor es esclavitud con libreto de Vidal Salvador (1688), Amor, Industria y poder con texto de Lorenzo de las LLamosas (1692), Júpiter y yo y los cielos premian desdenes con libro de Marcos Lanuza (1699), Viento es la dicha de amor con texto de Antonio de Zamora (1700).

### Lorenzo de Las Llamosas
Lorenzo de las Llamosas, (Perú 1665-?): Dramaturgo de gran importancia para la concepción de esta obra. Llegado a España, se presenta en la Corte Madrileña de finales del siglo XVII como un destacado personaje en la escena política y literaria. Su formación en la Zarzuela ya se inicia desde su estancia en Perú estrenando alguna de sus obras en Lima. Inicia sus trabajos en España con la Zarzuela Amor, Industria y poder en colaboración con Juan de Navas en 1692. Junto a su trabajo como libretista de zarzuelas se añade su actividad como tratadista en su Ofrenda política, con que se pretende instruir una nueva juventud (Madrid, 1695) donde, destaca la importancia de la música en las enseñanzas de un noble español de la época. Viaja a Italia e Inglaterra volviendo a la corte española en 1698, momento en que escribe Destinos vencen finezas.

## Historia de la obra
La comedia Destinos vencen finezas se inspira en uno de los episodios de la Eneida de Virgilio, tan utilizada por muchos dramaturgos españoles haciendo una reinterpretación adaptada a su época, ya que Virgilio escribe sobre unos intereses diferentes a estos dramaturgos. El desarrollo de los acontecimientos en Virgilio se basaba en tres aspectos: el componente mítico-religioso (intervención de los dioses que determinan el destino humano), la dimensión política (las relaciones histórico-políticas entre Troya, Cartago y Roma), y por último, la dimensión moral (la misión sacra del héroe troyano de anteponer sus intereses personales a la tarea de fundar un nuevo reino en Italia). Sin embargo Llamosas adapta el argumento de la comedia en el ambiente palaciego español de los Austrias de fines del siglo XVII. En el final de su obra no se muestra la representación de la tragedia a pesar de que el destino supere las demostraciones de amor. Aunque el papel político en esta obra queda prácticamente eliminado, Llamosas relaciona a Carlos II con Eneas. En cuanto al aspecto moral, no se contraponen la razón y la pasión como en otras obras realizadas sobre esta temática, evitando de este modo el motivo de la muerte de Dido para sustituirlo por un casamiento. 
La cartaginesa Dido ha sido protagonista de numerosos dramas españoles, los cuales se alejan de las versiones europeas. La tragedia de los amores de Eneas y de la Reyna Dido, de Juan Cirne (1540) fue el primer drama español sobre Dido; Cristóbal de Virués y Gabriel Lobo Lasso de la Vega escriben otras dos tragedias sobre Dido en la mitad del siglo XVI.
El tema principal se fragmenta en distintas acciones secundarias, apareciendo así personajes nobles y otros de carácter más humilde como los criados, quienes se dirigen al público directamente para que nadie se adentre en nada serio ni profundo y así poder crear un ambiente lúdico. En cambio los personajes divinos son utilizados por Llamosas con el objetivo de engrandecer la escenografía.

## Argumento
El argumento de esta comedia está constituido por los cuatro libros de Virgilio, donde se presentan la llegada a las costas de Cartago de las naves troyanas, el relato del peregrinaje de Eneas en el banquete de bienvenida (del cual Llamosas prescinde), y los amores con Dido con el respectivo suicidio de la amante abandonada. El final trágico lo cambia emparejando a Dido y a su hermana con sus pretendientes Africanos, simplificando el desarrollo de la trama, por estar sujeto a dos horas y media de duración en su encargo. Cartago y los alrededores son el escenario de las tres jornadas, y la duración temporal de los hechos comprenden desde la mañana en que llegan con los viajeros hasta la partida al final del día. 
El hilo argumental de la comedia se basa en el amor de Dido y Eneas y la rivalidad del pretendiente Yarbas, a la que se añade una historia secundaria de Anarda, la hermana de Dido, y de Acates, general de Eneas, con su rival Lidante. A éstas se une la compleja relación entre Deifobon, sirviente de Eneas, y Lidora, criada de Dido, a la que se contrapone Lisidante, mayordomo. 
Está estructurada en tres jornadas, en las que se emplean dos decorados en la primera y la última y un único decorado en la intermedia, creando así una simetría argumental. Por tanto son tres las mutaciones que se llevan a cabo en toda la obra:
Jornada 1: 
- Mutación I: Selva combinada con fondo marino.
- Mutación I*: Selva
- Mutación II: Templo con la estatua de Juno.

Jornada 2:
- Mutación III: Salón Real con gabinete.

Jornada 3:
- Mutación I: Selva.
- Mutación I*: Selva con fondo marino.

La salida y entrada de personajes repercute en la acción escénica, tanto en la música como en la tensión dramática, como ocurre cuando se quedan solos en el escenario Dido y Eneas donde se prescinde de música, esto ocurre solo dos veces en toda la obra.
De las tres jornadas, la más compleja es la tercera debido a la sustitución total de personajes, basada en encadenamientos de personajes que mantiene su continuidad musical por la presencia en escena de una actriz-cantante. Además de los encadenamientos se introduce un intermedio divino, en el que se comunica al espectador la marcha forzosa de Eneas, y una escena declamada dividida en dos partes que enlaza el amor de Eneas y Dido con la llegada de los troyanos. Finalmente en la última escena de la jornada aparece Dido acompañada por los coros epitalámicos haciendo conocer al espectador la decisión adversa de los dioses. Seguidamente aparece Juno por primera vez, y tras ella el final con las cuatro divinidades: Venus, Cupido, Mercurio y Eolo.

### Personajes
Divinidades:
- Venus (diosa de la belleza)
- Cupido (dios del amor)
- Mercurio (mensajero de los dioses)
- Juno (diosa del matrimonio)
- Eolo (dios del viento).

Personajes nobles:
- Dido (reina de Cartago)
- Eneas (príncipe troyano)
- Yarbas (pretendiente de Dido)
- Anarda (hermana de Dido)
- Acates (general de Eneas)
- Lidante (rival de Acates).

Personajes humildes:
- Deifobon (sirviente de Eneas)
- Lidora (criada de Dido)
- Lisidante (mayordomo que se opone a la relación entre Lidora y Deifobon).

## Música
Destinos vencen finezas se encuentra dentro de la tradición de la comedia española formulada por Calderón, influenciada por las novedades propias del teatro de ópera italiano introduciendo los conceptos de escenografía y música.
En cuanto al aspecto musical de esta obra surgen importantes cambios estilísticos que giran en torno a las intervenciones musicales divinas y humanas, un ejemplo de ello se encuentra en el recitativo empleado tanto por dioses como mortales en la última jornada. En esta obra se pueden encontrar los siguientes aspectos musicales: 
- Enfatización y clarificación de las distintas articulaciones pragmáticas a través, por ejemplo, de coros a cuatro y sus repeticiones.
- Función realista de la música escénica.
- Utilización de la misma tonada para personajes distintos (en oposición al concepto de dramaturgia musical).

En lo referente a la instrumentación encontramos, además del acompañamiento, tres partes de violines, tres partes de oboes utilizados para añadir carácter bélico y para marcar la fanfarria del final apoteósico, clarín y timbales. Es muy importante la presencia de un tono para voz, viola de amor y viola de arco obligadas con acompañamiento al principio de la segunda jornada cuando canta Anarda. La introducción de estos instrumentos en la obra podría tener una relación directa con los cambios que estaban sucediendo en la música cortesana de la época. Se ha llegado a pensar que la escena del Salón Real fuera una reproducción de la habitual actividad musical de cámara en la corte de Carlos II.